# شورلت کاپتیوا
شورلت کاپتیوا خودرویی است که از سال ۲۰۰۶ تا کنون در کره جنوبی، تایلند، سن پترزبورگ، روسیه، هانوی، ویتنام، قزاقستان، مصر و ازبکستان تولید شده‌است. طراحی آن خودروهای موتور جلو-محور عقب، خودرو محور جلو، خودروهای موتور جلو-چهار چرخ متحرک و خودرو چهار چرخ محرک بوده طول آن در مدل‌های طبیعی ۴٬۶۳۷ میلیمتر (۱۸۲٫۶ اینچ) و عرض آن در حالت طبیعی ۱٬۸۴۹ میلیمتر (۷۲٫۸ اینچ) است. سامانه جعبه‌دندهٔ آن ۵ دنده به دو صورت خودکار و دستی است.